# Carcelia indica
Carcelia indica là một loài ruồi trong họ Tachinidae.